# 国際廃炉研究開発機構
技術研究組合 国際廃炉研究開発機構（こくさいはいろけんきゅうかいはつきこう、英: International Research Institute for Nuclear Decommissioning、IRID（））は、東京電力福島第一原子力発電所の廃炉に向けた研究を行う団体。2013年8月に、日本原子力研究開発機構や沖縄電力を除く電力会社、プラントメーカーなど18法人により設立された。

## 組織概要
- 本部所在地 - 〒105-0004 東京都港区新橋5-27-1
- 職員数 - 943人
- 理事長 - 山内豊明
- 会員
  - 日本原子力研究開発機構
  - 産業技術総合研究所
  - プラントメーカー等 - 東芝エネルギーシステムズ、日立GEニュークリア・エナジー、三菱重工業、アトックス
  - 電力会社 - 北海道電力、東北電力、東京電力ホールディングス、中部電力、北陸電力、関西電力、中国電力、四国電力、九州電力、日本原子力発電、電源開発、日本原燃

## 沿革
- - 2013年8月1日 - 技術研究組合法に基づく設立認可を受ける。
  - 2013年8月8日 - 臨時総会及び理事会を開催し、実質的な活動を開始。
  - 2013年9月23日~27日 - 第1回国際エキスパートグループ会議開催。

## 研究内容
福島第一原子力発電所の使用済み核燃料や燃料デブリの取り出し、原子炉建屋の遠隔除染、汚染水等の放射性廃棄物の処理に関する研究を行う。3名の国際顧問をはじめアメリカ・イギリス・フランス・ロシア・ウクライナの専門家の助言によりスリーマイル島原子力発電所事故など過去の日本国外の事例も採りいれる。今後は、政府が2015年度末をめどに福島県楢葉町に建設する原子炉原寸大模型を用いた実証実験を予定している。